# Lista de jornais da Cidade do Vaticano
Abaixo se encontra uma lista de jornais publicados na Cidade do Vaticano .
- L’Osservatore Romano[1]
- Donne, Chiesa, Mondo
- Notícias do Vaticano (apenas online)